# 신채호
신채호(1880년 12월 8일 (음력 11월 7일) ~ 1936년 2월 21일)는 일제강점기의 독립운동가이자 민족주의 사학자이다. 본관은 고령, 호는 단재(丹齎)·일편단생(一片丹生)·단생(丹生)이다. 필명은 금협산인·무애생·열혈생·한놈·검심·적심·연시몽인 등이 있고, 유맹원·박철·옥조숭·윤인원 등을 가명으로 사용하였다. 구한 말부터 언론 계몽운동을 하다 망명, 1919년 대한민국 임시정부에 참여하였으나 백범 김구와 공산주의에 대한 견해 차이들로 임정을 탈퇴, 국민대표자회의 소집과 무정부주의 단체에 가담하여 활동했으며, 사서 연구에 몰두하기도 했다. 1936년 2월 21일 만주국 뤼순 감옥소에서 뇌졸중과 동상, 영양실조 및 고문 후유증 등의 합병증으로 인해 순국하였다.

## 생애

### 생애 초기

#### 출생과 인생
신채호는 충청도 공주목 정생면 익동 도라산리(현재 행정구역으로는 대전광역시 중구 어남동 233)에서 신광식(申光植)과 밀양 박씨 사이에서 둘째 아들로 출생하였고 지난날 한때 충청도 공주목 회덕현에서 잠시 유아기를 보낸 적이 있다.
세조 때의 재상 신숙주의 18대손이었지만 일찍이 몰락하여 그의 11대조 때부터는 관직에 오르지 못했다. 1728년 무신난에 연루되어 그의 가계는 한미하게 몰락했고, 증조할아버지 신명휴(申命休)가 첨지중추부사에 올라 처음 관직에 나갔으며 사간원 정언, 사헌부장령 벼슬을 역임했고, 신성우의 형 신약우(申若雨)는 진사시에 합격하였다. 그러나 신성우는 1899년 관직을 버리고 고향으로 낙향하였다. 그러나 그의 아버지 신광식은 관직에 오르지 못한 채 38세에 사망했다.
8세에 아버지를 여의고 할아버지 신성우를 따라 족향(族鄕)인 충청북도 청주목 산내면(현재의 행정구역으로는 충청북도 청주시 상당구 낭성면) 귀래리 고두미 마을로 옮겨와 할아버지의 서당에서 한학을 공부하였다. 9세에 자치통감을 배우고, 14세에는 사서삼경을 모두 마쳐 신동이라는 소리를 들었다. 《삼국지연의》와 《수호전》을 애독하고 한시를 읊을 정도로 한문실력이 높아졌다. 1895년(16세)에 첫 번째 부인 풍양 조씨와 결혼하였으나 1909년에 어린 아들 신관일(申貫日)이 죽자 사실상 이혼하게 되었다. 형 신재호(申在浩)는 순흥 안씨와 결혼했지만 27세의 나이로 딸들만 남기고 요절하였다. 후에 신채호는 조카딸들을 친딸처럼 양육하였지만 의사충돌이 생긴 조카딸 신향란(申香蘭)과는 1919년 이후 연락이 끊어지게 된다.

#### 성균관 수학
할아버지 신성우는 손자 신채호의 영특함을 보고 근처 읍내의 서당으로 보내다가 자신의 친구이자 먼 친척이며 구한말 관료였던 신기선에게 신채호를 소개해 주었고 신채호는 신기선의 서재에서 많은 서적을 읽으며 개화에 대해 눈을 뜨기 시작하였다. 1898년(19세)에는 신기선의 추천으로 성균관에 입학하였으며 독립협회 활동을 하여 투옥을 당하기도 하는 등 이 무렵부터 애국계몽활동을 시작하였다. 1904년에는 일본의 황무지 개간권 요구를 성토하는 성토문이 성균관 유생들에 의해 작성되자 이에 연명하기도 했다.

### 애국계몽운동

#### 애서의 활동
1905년, 신채호는 성균관 박사에 임명되었으나 다음날 사직하고 단발을 결행한 뒤 낙향하여 계몽운동을 시작하였다. 이때 장지연이 신채호를 발견, 황성신문의 논설위원으로 위촉되어 다시 상경하였다. 11월 20일, 장지연이 을사늑약에 반대하는 시일야방성대곡을 발표하는 사건이 발생했다. 신채호는 시일야방성대곡의 집필을 도왔으며 장지연이 투옥되자, 그를 대신해서 황성신문을 이끌었다. 이후 황성신문이 폐간되자 1907년에 박은식의 도움으로 베델이 운영하던 대한매일신보의 주필로 초빙되었다. 대한매일신보에서 일하던 시기 신채호는 활발한 저술 활동을 펼쳐 많은 논설을 개시하고 〈이태리 건국 삼걸전〉과 같은 전기를 다수 출판하였다. 특히 신채호가 민족주의사관에 입각하여 서술한 최초의 한국고대사로 평가받는 《독사신론》(讀史新論)을 1908년, 그의 나이 불과 29세에 발표한 것은 이런 활발한 저술 활동과 무관하지 않다. 또한 기호흥학회, 《가정잡지》, 《대한협회 월보》 등에 기고하는 등 활발하게 언론 활동을 하였다.
1907년에는 안창호가 주도하여 비밀리에 결성한 신민회에 가입하여 신민회 취지문을 작성하였으며, 국채보상운동에도 적극적으로 참여하였다.

### 독립운동

#### 망명
국권의 피탈이 확실시되자 신채호는 애국지사들과 협의하여 1910년 4월, 중국으로 망명하였다. 평안북도 정주 오산학교에 들렀다가 중국안둥을 거쳐 칭다오에 도착했다. 칭다오에서 안창호, 이갑 등 신민회의 간부들과 독립군 기지 창건 문제를 논의하여 만주 밀산현에 신한민촌을 만들어 ‘독립군기지로 활용하자’라는 계획을 세웠다.
9월, 러시아 제국의 블라디보스토크 인근에서 신한촌(新韓村)이 형성되는데 참여하였으며 연해주에서 발간된 한글 신문인 해조신문의 발행에도 참여했다. 1911년 12월 권업회라는 교민단체를 조직하고 권업신문을 발행하여 독립사상을 고취하였으며 1912년에는 광복회를 만들어 활동하였다. 1913년 권업신문이 재정난으로 어려워지자, 신규식의 초청으로 상해로 떠났다. 상해에서 1년간 머무르며 김규식에게 영어를 배웠다.

#### 언론 활동
1914년에는 윤세봉의 초청으로 서간도 환인현 홍도천에 머물며 동창학교에서 한국사를 가르쳤는데, 이때 국사 교재로 《조선사》를 집필하였다. 또한 이 시기에 서간도 일대의 고구려 고적을 답사하였다.
1915년 이회영의 권고로 북경으로 옮겨 1919년까지 4년간 체류하였다. 북경에서 체류하면서 중화보와 북경일보에 글을 기고하여 생계를 꾸렸다. 그러면서 《조선사통론》, 《조선사문화편》, 《사상변천편》, 《강역고》, 《인물고》 등을 집필하였다. 또한 김규식과 함께 신한청년단을 조직하고 박달학원을 설립하여 한인 청년들의 단결과 교육에 힘썼다.

#### 임시정부 참여
1919년 2월에 일명 ‘무오독립선언서’에 서명하였으며, 3.1 운동이 일어나자, 상해로 가서 ‘29인 모임’에 참석하여 임시정부를 만들기 위한 회의인 임시의정원을 4월 11일 개회하였다. 그러나, 이승만의 과거 위임통치청원 전력을 지적하며 그를 반대하였고, 8월에 시작한 6회 의정원회의에서 그가 대통령에 당선되자 신채호는 “이완용은 있는 나라를 팔아먹었지만, 이승만은 없는 나라를 팔아먹으려 한다”라고 크게 성토하면서 회의장을 박차고 나가 결별하였다.
이어서 그는 《신대한》이라는 주간신문을 창하여 임시정부를 맹렬히 비난하였는데, 이승만의 위임통치 청원과, 독립운동의 외교우선론, 노선의 전투성의 미흡, 임시정부의 무능과 파쟁, 여운형의 도일 등이 비판의 이유가 되었다. 임시정부의 외교노선을 정면 반박하였고, 조선초대총독 데라우치 마사타케의 부음과 함께 조선인 살상과 경제침탈을 비판하였다. 이 시기에 신채호는 이승만에게 위임통치청원을 취하하라는 편지를 두 번이나 보냈으나 답을 받지 못했다.
1920년 《신대한》이 발행이 중단되자, 북경으로 가서 제2회 보합단의 조직에 참여하였다. 이때 이회영의 부인 이은숙의 중매로 유학 중이던 28세의 박자혜와 결혼하였다. 박자혜와는 3년간 함께 생활하였는데 1922년에 생활고 때문에 아들 신수범과 함께 귀국시켜야만 했다. 1921년 1월, 북경에서 독립운동 잡지 월간 《천고》를 창간하였고 김정묵 등과 함께 ‘통일책진회’를 조직하였다. 또한 북경에서 대한독립청년단을 조직하여 단장이 되었다. 1912년 7월 중국 상하이에서 설립한 무역회사인 동제사(同濟社)에도 참여하여 한국의 독립운동 단체를 조직, 후원하였다.

#### 임정 탈퇴와 무장독립 운동 가담
5월 10일 이회영, 박용만과 함께 10여 개 무장항쟁단체가 참가한 가운데 군사통일 준비위원회를 열고, 만주 시베리아에서의 무장 독립전쟁을 통일적이고 조직적으로 수행할 '통일사령부'를 임시정부정 군무부 산하에 설치할 것인지의 여부 문제를 논의하였는데, 이 회의에서 이승만의 노선에 반대해 이승만과 격렬히 싸우고 법정투쟁까지 벌인 하와이 대표단의 박용만은 이승만의 미국 위임통치 문제를 공개적으로 폭로했다. 이승만의 위임통치안이 실질적인 독립운동 대표들인 무장항쟁단체 앞에서 하와이에서 이승만과 함께 활동하던 박용만에 의하여 폭로되자 대표단 전원은 이승만을 불신임하게 되어, 이승만이 사퇴하지 않은 상해 임시정부 자체를 만장일치로 불신임하였다. 임시정부 당국에게 군사통일회의 이름으로 임시정부 및 의정원을 불신임하고 무효를 선언하고 이를 알리는 편지를 보냈다. 그리고 이를 대신하기 위하여 국민대표회의의 소집을 결정했다. 군사통일 준비위원회는 신채호를 주간으로 하여 《대동》(大同)이란 주간지를 발행했다.
안창호와 김규식은 국민대표회의 소집안을 받아들였으며, 1922년 임시정부의 쇄신을 위하여 국민대표회의안이 4월에 가결되었는데, 신채호는 국민대표회의 개최를 적극 지지하였고 가족을 떠나보낸 그는 상하이에 와서 의열단 선언, 즉 ‘조선혁명선언’을 작성하고 국민대표회의에도 참석하였다. 1923년 1월, 70개의 독립단체의 대표 123명이 국민대표회의를 가졌는데, 이때 창조파와 개조파가 대립하였다. 신채호는 창조파의 주동자로서 민중의 폭력혁명을 통해 독립을 쟁취해야 한다고 주장했다. 오랜 논쟁에도 불구하고 국민대표회의가 결론을 내리지 못하자, 창조파는 대한민국 임시정부를 떠나 1923년 6월 7일 새 헌법을 제정하고 국호를 조선공화국으로 선포하는 등  창조파의 임시정부를 블라디보스톡으로 옮겨갔다. 그러나 소련정부의 반일활동 금지에 따라 활동이 중지되었고, 신채호는 자유시 참변과 소련이 창조파 임시정부를 불인정하자 공산주의에 대해서 매우 실망하였다.
1923년 창조파 임시정부가 러시아에서 해체되자, 신채호는 실의와 좌절에 빠져 무정부주의와 불교에 관심을 더 깊이 보이게 되었고, 북경의 순치문 안에 있는 석등암에서 출가하여 1924년 3월 북경 교외의 관음사에서 61일간의 계를 마치고 정식으로 승려가 되었다. 1925년까지 6개월간 유마경, 능엄경을 연구하였고 마명의 대승기신론을 깊이 연구하였다. 이후 국사연구에 뜻을 더 깊게 두고 연구에 전념하였다.

### 국사 연구
그는 국사 연구를 위해 북경 중법대학(中法大學) 교장이자 중국 국민당 원로가 되는 이석증(李石曾)에게 대학 도서관 열람의 편의를 부탁하여 사고전서 등에 출입하며 중국어 역사 서적을 읽고 본격적으로 국사 연구를 시작하였다. 1922년에 중국역사연구법을 쓴 양계초 선생의 역사 연구 방법에 영향을 받아 《조선상고사》를 집필하였다. 1924년 1월 동아일보에 《조선 고대의 문자와 시가의 변천》을 게재하였고, 1924년 10월부터 1925년 3월까지 《상고사 이두문 명사해석법》, 《삼국사기중 동서양자 상환고증》, 《삼국지 동이열전 교정》, 《평양패수고》, 《전후삼한고》, 《조선역사상 일천년래 제일대사건》 등의 글을 발표하였다. 이 논문들은 1930년대에 《조선사연구초》라는 책으로 묶여졌다. 또한 1925년 시대일보에 《부를 수한 차대왕》, 《고구려와 신라의 건국년대에 대하여》를 투고하였다.

### 생애 후반

#### 무정부주의 활동
신채호는 1923년 이후에 이회영과 유자명, 그리고 중국인 이석증 교수와 교류하며 무정부주의 사상을 갖게 되었다. 1923년 의열단장 김원봉이 신채호를 만나기 위해 북경을 방문하고 만나서 “의열단의 정신을 문서화 해달라”는 요청을 했다. 이에 신채호는 김원봉의 요청에 따라 상하이로 와서 폭탄 만드는 시설을 살펴보고, 약 한달 동안 여관방에 앉아 한국독립운동사에서 중요한 위치를 차지하는 의열단 선언, 즉 ‘조선혁명선언’을 집필했다.
1927년 중국 텐진에서 무정부동맹동방연맹이 조직되었는데 신채호는 이필현과 함께 조선대표로 참가하였다. 같은 해 본국에서 좌우합작을 위한 신간회가 조직되자 홍명희와 안재홍의 권유로 이에도 참여하였다. 이무렵 무정부주의 사상을 담고 있는 ‘대흑호의 일석담’, ‘용과 용의 대격전’ 등의 글을 남겼다.
1928년 4월 그는 북경에서 ‘무정부주의동방연맹 북경회의’를 조직하였고, 이 회의에서 무정부주의동방연맹의 선전기관을 설립하고 일제의 관공서를 폭파하기 위하여 폭탄제조소를 설립하기로 결의하였다. 5월 8일 잡지발행을 위한 자금을 위한 위조화폐를 가지러 5월 8일 타이완의 기륭항에 상륙하다가 체포되어 7개월간 구속되었으며 재판에서는 “나라를 찾기 위하여 취하는 수단은 모두 정당한 것이니 사기가 아니며 민족을 위하여 도둑질을 할지라도 부끄럼이나 거리낌이 없다”고 답변하였다.

#### 옥고와 최후
그는 1929년 5월, 신채호는 조선총독부 경찰에 체포되어 치안유지법 위반과 유가증권 위조 등의 혐의로 10년형의 언도를 받고 만주국 펑톈 성 다롄 부 뤼순((현재의 중화인민공화국 랴오닝성 다롄시 뤼순커우구))에 있는 뤼순 감옥에 수감되었다. 1935년 그의 건강이 매우 악화되어 형무소 당국은 “보호자가 있으면 출감시키겠다”고 했으나, 그의 보증인이 친일파라는 이유로 신채호는 가석방을 거절하였다. 1936년 2월 18일, 감옥 독방에서 뇌일혈로 쓰러졌으나 방치되었고, 사흘 뒤인 2월 21일 감방 안에서 혼자 있을 때에 사망하였다. 뇌일혈 및 동상, 영양실조, 고문 후유증 등의 합병증이었다. 향년이 57세였다.

## 사후
- 신채호의 유족들은 1919년 이승만이 국제연맹에 위임통치를 청원한 일을 놓고 이승만을 ‘매국노’라며 격한 반발을 했다.
- 신채호의 아들 신수범은 일제강점기 때 은행원으로 일했다.[3] 하지만 광복 후에는 직업을 잃었다. 신채호가 임시정부 초기 이승만의 정책에 반대했다는 것을 세간이 알고 있었기에 신수범은 자유당 정권 하에서 신변을 위협받았다고 주장한다.[3] 죽을 고비도 몇 번 넘겼다고 한다. 신수범은 넝마주이·부두 노동자 등 떠돌이로 살아야 했다. 신수범은 이승만 대통령이 3·15 부정선거 및 4·19 혁명으로 하야한 이후에야 은행에 다시 취업할 수 있었다.[3]
- 대한민국 정부는 고인의 공훈을 기리기 위해 1962년 3월 건국공로훈장 대통령장(훈 2등)을 추서하였다.
- 대한민국 정부는 2008년 신채호를 비롯한 무국적 독립운동가들도 ‘가족관계등록부’에 등재될 수 있도록 하는 관련 법률을 개정,[4] 서울가정법원이 “국가보훈처의 신청을 받아들여 신채호 선생 등 60여 명의 독립유공자에 대한 가족관계등록부 창설을 허가하였다.[5]

## 사상과 관념

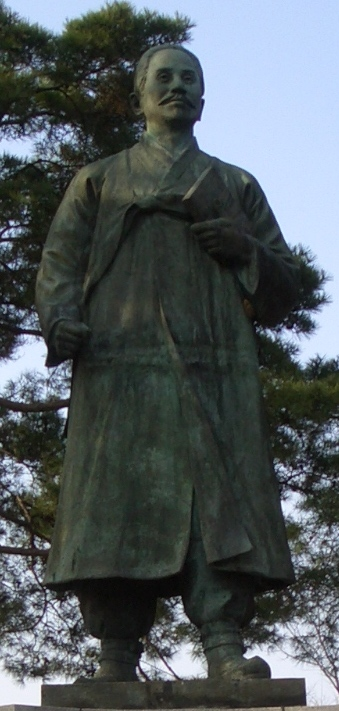
서울대공원에 있는 신채호의 동상

### 역사관
일제 강점기의 언론인, 독립운동가로서 국권을 회복하고자 모든 수단을 강구한 민족주의자로, 국사 연구와 교육을 중시하였다. 기존의 왕과 영웅 중심의 전근대적인 사학의 한계를 극복하고, 민중을 중심으로 하는 사학을 내세웠다. 신채호와 박은식을 통해 정립된 민족사관은 일제에 의한 식민사관을 극복하고, 근대적이고 자주적인 주체적 역사관을 확립하는 데 기여하였다. 저서 《조선상고사》에서 특히 역사관을 낭가사상과 ‘역사를 아(我)와 비아(非我)의 투쟁’으로 보았다.
신채호는 논설, 시, 소설 등에서 역사가 애국심의 원천이라고 주장했고 애국심을 키우기 위해서는 역사의식을 고취시킴으로써 가능하다고 생각했다. 을지문덕, 최영, 이순신 3대 영웅전을 썼고, 무력의 중요성을 주장했고, 영웅이 나와서 이 나라를 구하는 데에 적극적인 도움을 한다고 주장했다.
또 신채호는 묘청의 난을 ‘조선역사상일천년래제일대사건’(朝鮮歷史上一千年來第一大事件)이라고 주장했다. 김부식의 사대적이고 중국 의존적 사관으로 인해 조선역사상에서 만주벌판이 역사상에서 사라지게 되었다고 보았으며, 묘청을 자주적이고 진취적인 정신을 가진 정치가이자 승려로 생각했다. 또한 묘청의 난을 진압한 후 김부식이 편찬한 《삼국사기》를 사대주의로 점철된 역사서로 강렬하게 비판하기도 하였다.

### 독립운동관
신채호는 각 독립, 계몽운동에 대한 평을 남겼다. 갑신정변은 특수세력이 특수세력과 싸운 궁궐 내의 일시적 활극이며, 의병운동은 충군애국의 대의로 일어난 '독서계급'의 사상과 운동이며, 민중적 각성이 없어서 실패한 것이라고 비판하였다.
또한 신채호는 '안중근 열사의 폭력적 행동은 열렬했지만, 그 후면에 민중적 역량의 기초가 없었다 며 비판하였다. '3.1 운동은 민중적 일치의 의기가 보였지만 폭력적 중심을 갖지 못했다고 비판하였다.

### 독립운동가
무정부주의자(아나키스트)로 동방 아나키스트 연맹에 참여하였다. 또한 독립을 위해서는 ‘철저한 비타협적 투쟁과 민중 중심으로 민중을 혁명의 본영’으로 규정하고 테러와 폭력을 인정하였다.

## 연보
- 1880년 12월 8일 - 충청남도 대덕군 산내면(현재 대전광역시 중구 어남동) 출생
- 1887년 - 할아버지의 고향인 충청북도 청원군 낭성면 (현재 충청북도 청주시 상당구 낭성면) 귀래리 고두미로 이사하였다. 마을 서당 훈장인 할아버지에게 어린 시절부터 한문을 배웠다.
- 1888년 -《통감》을 해독하고 10세에 행시를 지었다.[8]
- 1893년 - 사서삼경 독파. 시문에 뛰어남.[8]
- 1895년 - 풍양 조씨와 성혼.[8]
- 1897년 - 할아버지의 소개로 천안에 있는 학자이자 구한말 학부대신 신기선의 집에서 신·구 서적을 섭렵.[8]
- 1898년 - 성균관 입교, 독립협회 운동에 참여.
- 1905년 - 성균관의 박사가 됨.
- 1907년 - 신민회 가입과 국채보상운동에 참여.
- 1908년 - ‘독사신론(讀史新論)’ 발표.
- 1910년 - 칭다오로 망명했다가 러시아의 블라디보스토크로 감.
- 1913년 -친족 삼촌 예관 신규식이 있는 상하이로 가서 박은식, 조소앙과 신규식이 설립한 박달학원에서 독립투사 양성을 위한 선생을 함. 박달학원에서 이범석. 여운형. 유보선 등 독립투쟁의 거인들을 배출하였음.
- 1915년 - 조선사 집필 시작.
- 1916년 - 소설 '꿈하늘'집필.
- 1919년 - 북경에서 독립운동을 하던 중 상하이로 가서 상해임시정부의 수립에 참여하였으나[9] 이승만의 미국 위임통치 노선에 반대하여 북경으로 다시 돌아왔다. 이후 군사통일주비회의 소집을 위하여 노력하였다.[10]
- 1922년 - 대한독립선언에 의한 세부적 방략으로서  의열단의 행동강령 조선혁명선언을 기초 및 작성.
- 1927년 - 신간회의 발기인으로 참여.
- 1928년 - 무정부주의 동방연맹 국제위폐 사건에 연루되어 타이완의 기륭항에서 미리 대기하고 있던 일경에 의해 체포되어 여순감옥에 투옥. 죄수번호411
- 1930년 5월 - 대련 법정에서 유가증권위조 및 동행사, 치안유지법위반 혐의로 10년형을 선고 받음.
- 1936년 2월 21일 - 여순감옥에서 뇌일혈로 옥사.[11]
- 1962년 - 건국훈장 대통령장이 추서됨.
- 2009년 3월 1일 - “왜놈이 만든 호적에 이름을 올릴 수 없다”며 스스로 무국적자가 된 지 97년 만에 가족등록부에 이름이 올라감으로써 국적을 회복하였다. 그러나 그의 부인 박자혜와 아직도 혼인관계가 등재될 수 있는 법령이 없어서 방치되어 있으며 그의 후손들은 사생아로 기록되어 있다.

## 가족
집안어른들의 강요로 풍양 조씨와 결혼하였으나, 불행한 결혼생활 끝에 두 사람 사이에서 태어난 아들 신관일이 우유에 체해서 병사한 일을 계기로 이혼하였다. 북경에서 박자혜와 재혼하여 수범과 두범 아들 둘을 낳았는데, 신두범은 신채호가 여순감옥에서 옥사한 후 1942년 영양실조로 죽었고, 1944년 박자혜도 병사하였다.
차남 신수범은 1945년 북간도로 이주한 직후 해방이 되자 다시 평양으로 이주했다. 신수범은 1950년 남하, 거제도에서 수용소 생활을 하다 1953년 풀려났으며, 아버지의 고향인 충청북도 청원군에 정착했다. 신수범의 다른 자녀들은 북한에 남아 있다고 전해진다. 1991년 자신이 신수범의 아들이라고 하는 남자가 이덕남을 찾아왔으므로, 신수범의 묘에서 뼈조각을 꺼내 유전자 검사를 한 결과 사기꾼임을 밝혀냈다.
- 증조부 : 신명휴(申命休, 1798년~1873년)
- 증조모 : 풍산홍씨(豊山洪氏)
- 조부 : 신성우(申星雨, 1829년~1907년)
- 조모 : 안동권씨(安東權氏)
  - 부 : 신광식(申光植, 1849년~1886년)
  - 모 : 밀양 박씨(密陽朴氏)
    - 형 : 신재호(申在浩, 1872년~1899년)
      - 조카 : 신향란(申香蘭, 1898년~1932)

    - 처 : 풍양 조씨(豊壤趙氏, 1895년 결혼, 1910년 이혼)
      - 아들 : 신관일(申貫日, 1909년~1909년)

    - 처 : 박자혜(朴慈惠, 1895년 12월 11일 - 1944년 10월 16일, 1920년 재혼) 박원순의 딸
      - 아들 : 신수범(申秀凡, 1921년 1월 15일 ~ 1991년 5월 10일)[13], 은행원
      - 며느리 : 이덕남(李德南, 1944년 ~ 2023년 11월 24일), 신수범의 아내 이덕남은 중화인민공화국에서 살았다.
        - 손녀 : 신지원(申智媛, 1970년 ~ )
        - 손자 : 신상원(申尙原, 1971년 ~ )
        - 손부 : 장소영(1975년 ~ )
          - 증손자 : 신정윤(申晸閏, 2002년 ~ )

      - 아들 : 신두범(申斗凡, 1924년 ~ 1941년, 영양실조로 사망)

## 저서
그가 수감중에 있을 때, 홍명희는 1924년 ~ 1925년 동아일보에 연재되었던 글을 모아 1930년 6월에 《조선사연구초》를 출간하였고, 조선일보의 사장 안재홍은 《조선상고사》로 알려진 《조선사》를 1931년 6월부터 103회에 걸쳐 연재하였다. 또한 《조선상고문화사》도 이어서 연재하였다. 그는 소설가로도 활동했다.

### 저술
- 《조선사론(朝鮮史論)》
- 《조선사연구초》
- 《조선상고사》
- 《조선상고문화사》
- 《조선혁명선언》의열단 선언서
- 《이순신전》이순신장군 영웅전기
- 《을지문덕전》을지문덕장군 영웅전기
- 《최도통전》최영장군 영웅전기
- 《이태리건국삼걸전(伊太利建國三傑傳)》[14]
- <독사신론> 1908년 8월 27일부터 9월 15일까지, 10월 29일부터 12월 13일까지 총 50회에 걸쳐 대한매일신보 연제

### 소설 창작
《꿈하늘》, 《용과 용의 대격전》과 같은 환상적 기법의 우화 소설을 쓰기도 하였다. 그밖에 조선일보와 독립신문, 동아일보 등에 기고한 몇편의 장,단편 소설이 전한다. 소설에는 주로 항일사상을 고취시키는 내용이 담겨 있는 경우가 많다.

## 신채호를 연기한 배우
- 이정길 - 1982년 MBC 《한》

## 같이 보기
- 독립협회
- 대한민국 임시정부
- 의열단
- 박은식
- 장도빈
- 김원봉
- 김규식
- 이승만
- 이광수
- 독립유공자로 대통령장을 수여받은 사람